# Adrianus van Selms
Adrianus van Selms (Amsterdam 22 januari 1906 - Pretoria 30 april 1984) was een Nederlands theoloog, oudtestamenticus en hoogleraar die een groot deel van zijn carrière in Zuid-Afrika doorbracht en daar ook overleed. Hij was een criticus van apartheid en behoorde tot het kerkelijke verzet in Zuid-Afrika tegen de Afrikanernationalistische regering.

## Biografie
Van Selms was afkomstig uit een middenklasse gezin en studeerde Semitische talen en theologie aan de Universiteit van Utrecht. In 1926 legde hij zijn kandidaatsexamen af in de theologie en in 1927 zijn kandidaatsexamen in de Semitische talen. Hij nam deel aan de studiereis naar het Heilig Land en Egypte en promoveerde in 1933 tot doctor in de theologie. Zijn proefschrift droeg de titel De Babylonische termini voor zonde. In 1930 trouwde hij met Jo Schrijver.
Na korte tijd als predikant werkzaam te zijn geweest in Nederland, waar hij in de tussentijd enkele wetenschappelijke en populair wetenschappelijke publicaties deed verschijnen, vertrok hij in 1938 naar Zuid-Afrika en was daar als docent Semitische talen en Bijbelse archeologie vanwege de Nederduits Hervormde Kerk van Afrika (NHKA) verbonden aan de Universiteit van Pretoria. Daarnaast was hij werkzaam als NHKA-predikant. Bij het uitbreken van de Tweede Wereldoorlog in Nederland, vertrok hij, nadat de Nederlandse overgave, naar Nederlands-Indië en naam daar dienst bij het KNIL als legerpredikant en kapitein. In 1942 werden hij en zijn mannen gevangengenomen door de Japanners en hij bracht tot het einde van oorlog door in krijgsgevangenschap in jappenkampen. In de kampen gaf hij cursussen in de christelijke geloofsleer. Na de oorlog vertoefden hij en zijn vrouw, met wie hij na de oorlog was herenigd, enige tijd in Nederland maar in de loop van 1948 keerde hij naar Zuid-Afrika terug waar hij tot hoogleraar werd benoemd aan de Universiteit van Pretoria. Daarnaast werd hij correspondent van de Koninklijke Nederlandse Academie van Wetenschappen.
In de jaren zestig groeide het kerkelijke verzet tegen de apartheidsregering. Toen zijn collega, professor Albert Geyser vanwege diens afwijzing van de apartheidspolitiek telkens werd lastiggevallen, zowel van kerkelijke zijde als van de zijde van de overheid, koos Van Selms partij voor hem en werd zodoende zelf mikpunt van kritiek. Van Selms publiceerde enkele werken waarin hij kritisch uitliet over apartheid en dan met name de theologische onderbouwing daarvan. Hij deed ook een kritisch geschrift verschijnen waarin de Broederbond aanviel. In 1963 legde hij zijn leeropdracht aan de theologische faculteit neer en een jaar later ging hij over tot de Presbyteriaanse Kerk, die gekant was tegen apartheid en speciaal voor dissidente Afrikaanssprekenden kerken ter beschikking stelde. Van Selms bleef wel hoogleraar Semitische talen (dit hoogleraarschap ging niet uit van een kerkgenootschap). Hij behoorde ook tot het Christelijk Instituut van Beyers Naudé. Na zijn emeritaat werd hij docent aan de Universiteit van Zuid-Afrika. Deze universiteit kende hem ook een eredoctoraat (1977) toe. In 1982 kende de Universiteit van Pretoria hem een eredoctoraat in de letteren toe.
Van Selms overleed in 1984. Hij ontving gedurende zijn werkzame leven en ook daarna verschillende onderscheidingen en gold als een vooraanstaand oudtestamenticus. In 1959 werd hij officier in de Orde van Oranje-Nassau.
Van zijn omvangrijke oeuvre zijn te noemen de populairwetenschappelijke werken Licht uit Licht (over de geloofsbelijdenis van Nicea-Constantinopel, 1948) en God en de Mensen (196810). 
Theologisch gezien behoorde Van Selms tot de ethische richting.